# Elisabetta Canori Mora
Elisabetta Canori Mora (21. listopadu 1774, Řím – 5. února 1825, tamtéž) byla italská římskokatolická laička a mystička, členka III. řádu trinitářů. Katolická církev ji uctívá jako blahoslavenou.

## Život

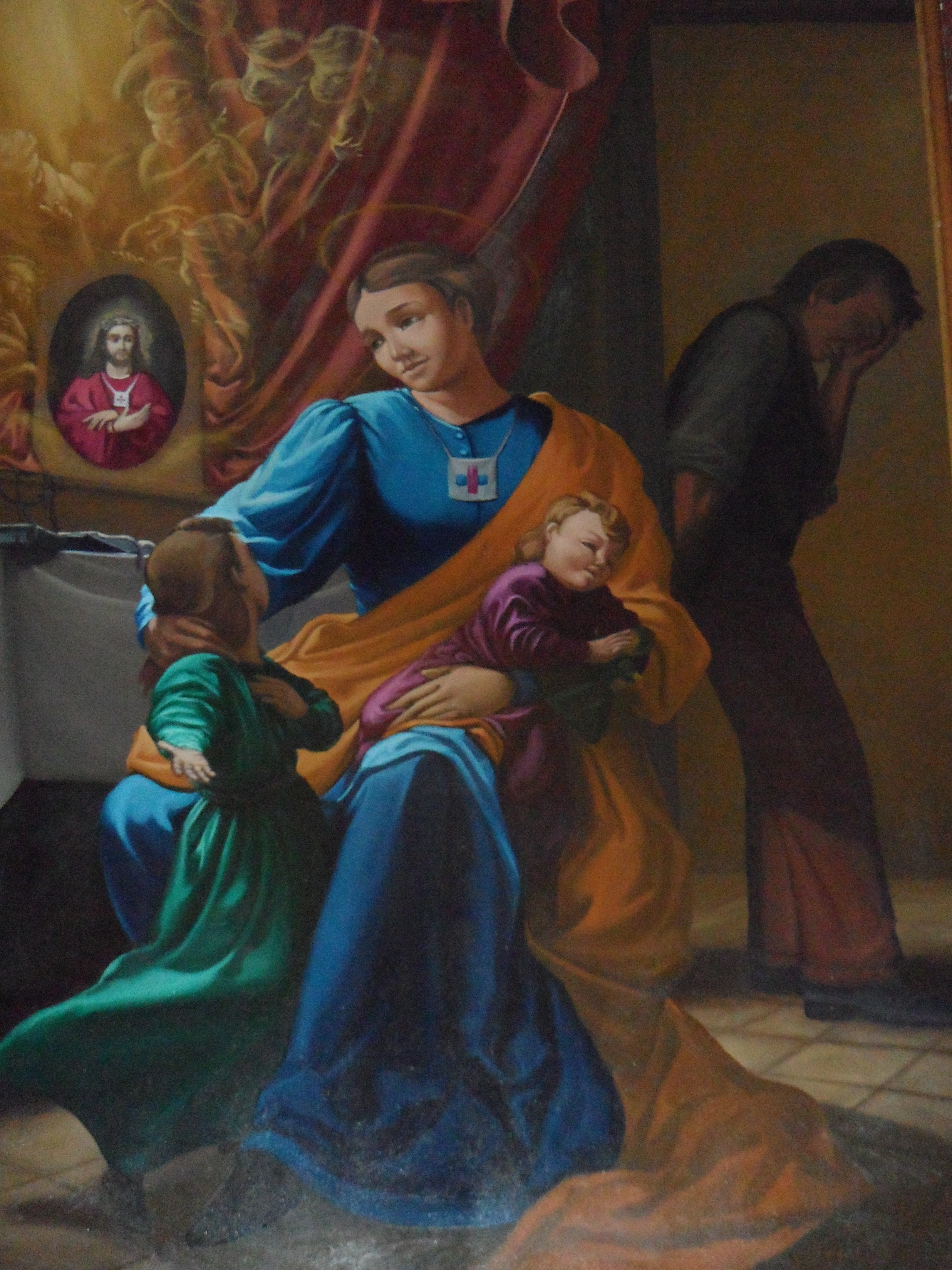
Obraz

Narodila se v Římě dne 21. listopadu 1774 jako jedno z dvanácti dětí aristokratům Tommasu Canoriovi a Terese Primoli. Šest jejích sourozenců zemřelo v kojeneckém věku. Pokřtěna byla 22. listopadu téhož roku jako Maria Elisabetta Cecilia Gertrude.
Dne 5. července 1782 přijala v bazilice sv. Petra svátost biřmování, kdy sestra Riggoli byla její kmotrou. Kvůli špatné finanční situaci svých rodičů byla svěřena do péče svého strýce, který žil ve Spoletu. Jím byla svěřena do péče a k počátečnímu studiu mniškám v klášteře Santa Eufemia v Cascii. Augustiniánky z Casica dohlížely na její vzdělání od roku 1785 do roku 1788. Během studia byla známá svoji inteligencí.
Dne 10. ledna 1796 se v kostele Santa Maria v Campo Corleo v Římě provdala za úspěšného právního zástupce Cristofora Mora a páru se narodily celkem čtyři děti. První dvě děti zemřely během týdne po jejich narození,. Zbylé přeživší dcery byly Marianne (*1799), která se později provdala a měla jedno dítě, a Luciana (*5. července 1801), která se později stala řeholní sestrou. Jejím tchánem byl lékař Francesco Mora. Její manžel se postupem času ukázal být nevěrný a někdy násilný a rodinu zadlužil a přivedl do chudoby. Její manžel byl také žárlivý vůči jejímu vztahu s rodiči a stal se k ní chladným a lhostejným. Jejím zpovědníkem a duchovním vůdcem byl před rokem 1807 jezuitský kněz Giovanni Giacomo Pegna.
Dne 15. srpna 1801 onemocněla těžkou kolikou navzdory pokusům svého tchána léčit ji a málem zemřela. Později se však vyléčila, což bylo považováno za zázrak. Její nemoc ji přiměla prodat své šperky a svatební šaty, aby vyrovnala účty za lékařskou péči. V roce 1807 se stala členkou III. řádu trinitářů a téhož roku se trinitářský kněz Fernando de San Luis stal jejím novým duchovním vůdcem. V té době předpověděla, že její manžel brzy bude činit pokání a stane se zbožným. Její manžel přivedl rodinu k velké chudobě do té míry, že ukradl značnou částku svému otci, který to zjistil a utrpěl záchvat mozkové mrtvice. Nakonec se ale její tchán uzdravil poté, co se za něj vroucně modlila. Její tchán později 25. srpna 1813 zemřel, což jí způsobilo velkou bolest.
Na žádost svého zpovědníka sepisovala své mystické prožitky, čímž zaplnila nespočet sešitů. Mezi její duchovní prožitky, zapsané v sešitech, patřila vidění Madony s Jezulátkem, andělů, sv. Petra v papežském rouchu, sv. Felixe z Valois, sv. Jana z Mathy nebo sv. archanděla Michaela s legií andělů. Měla velkou péči o papeže Pia VII., za kterého se často modlila, zvláště během jeho francouzského zajetí. Měla také velkou oddanost eucharistii a ve velké úctě chovala sv. Ignáce z Loyoly. Přátelila se s bl. Annou Marií Taigi, která byla její současnicí. Dne 17. června 1814 měla mít vidění zesnulého papeže Pia VI., který jí sdělil, že byl v očistci za nedbalosti spáchané během svého pontifikátu. Později jí bylo zjeveno, že se dostal do nebe.
Koncem prosince roku 1824 onemocněla a smrt tchyně 12. prosince téhož roku její nemoc ještě zhoršila. Její dech se zpomalil a prohloubil a v den její smrti, 5. února 1825, ji její zpovědník podal eucharistii V 19:00 zavolala svoji dceru Lucianu a požádala ji, aby vzala všechny její spisy a dala je jejímu zpovědníkovi. Svěřila se, že je chce spálit, ale z poslušnosti je nechá dát svému zpovědníkovi. Během večera téhož dne v Římě zemřela v obklopení svých dvou dcer. Její manžel Cristoforo přišel příliš pozdě k její smrtelné posteli a plakal, když ji viděl mrtvou v posteli. Činil pokání a cítil velkou hanbu za své chování během jejich manželství. Její předpověď se naplnila, protože její manžel vstoupil do řádu trinitářů a v roce 1834 byl vysvěcen na kněze. Později přestoupil k minoritům, přijal jméno Antonio a zemřel dne 9. září 1845 v řeholní komunitě v Sezze. Její ostatky byly pohřbeny v kostele San Carlo alle Quattro Fontane v Římě.

## Úcta
Její beatifikační proces započal dne 26. února 1874, čímž obdržela titul služebnice Boží. Dne 26. února 1928 ji papež Pius XI. podepsáním dekretu o jejích hrdinských ctnostech prohlásil za ctihodnou. Dne 6. června 1993 byl uznán zázrak na její přímluvu, potřebný pro její blahořečení.
Blahořečena pak byla dne 24. dubna 1994 na Svatopetrském náměstí papežem sv. Janem Pavlem II.
Její památka je připomínána 5. února.